# Пономарьово (Усть-Калманський район)
Пономарьо́во (рос. Пономарёво) — село (колишнє селище) у складі Усть-Калманського району Алтайського краю, Росія. Адміністративний центр Пономарьовської сільської ради.

## Населення
Населення — 502 особи (2010; 697 у 2002).
Національний склад (станом на 2002 рік):
- росіяни — 97 %